# St. Bonifatius (Gotha)

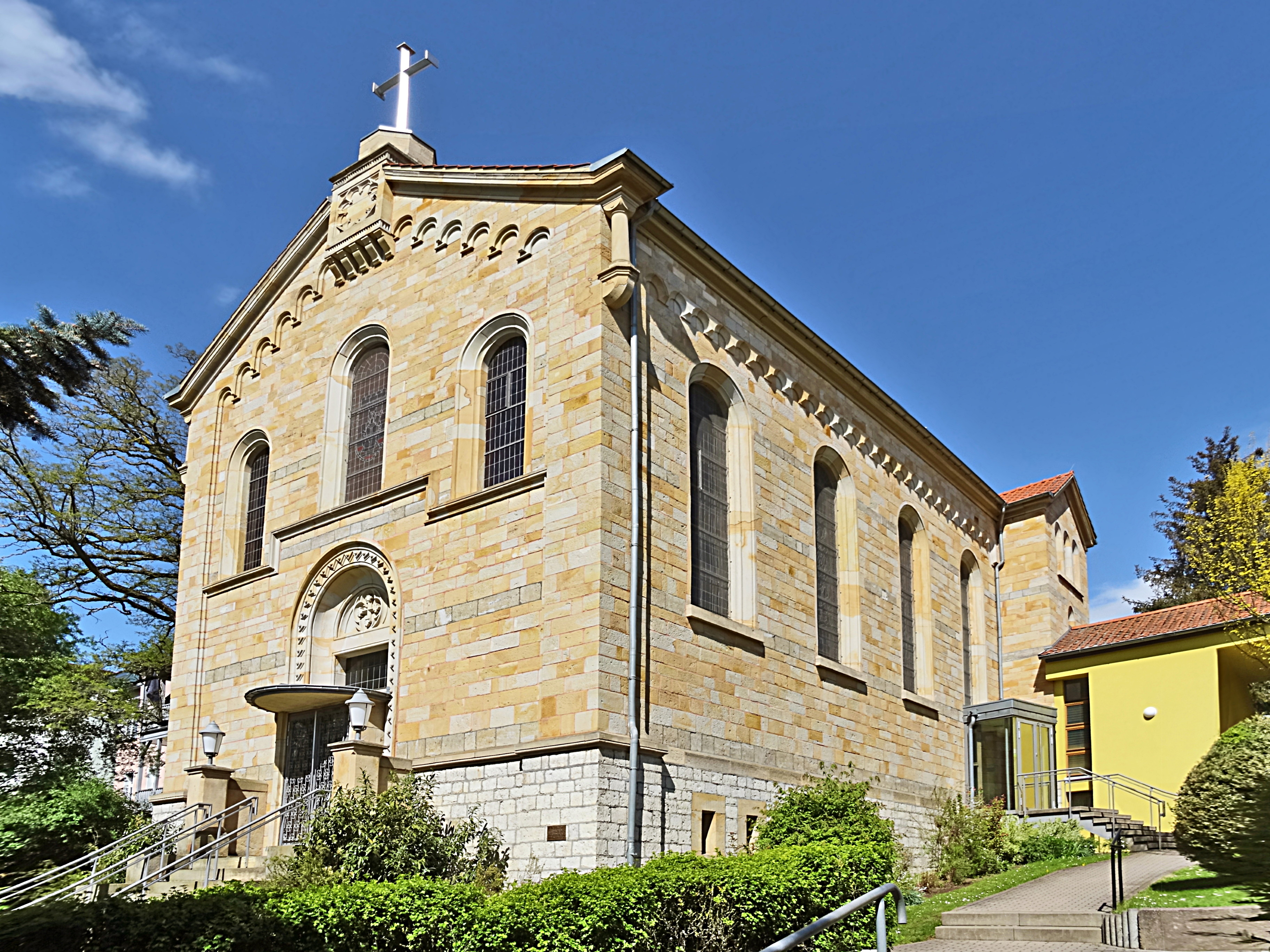
Teil-Ansicht aus Südost, rechts ein Teil des Pfarrhauses

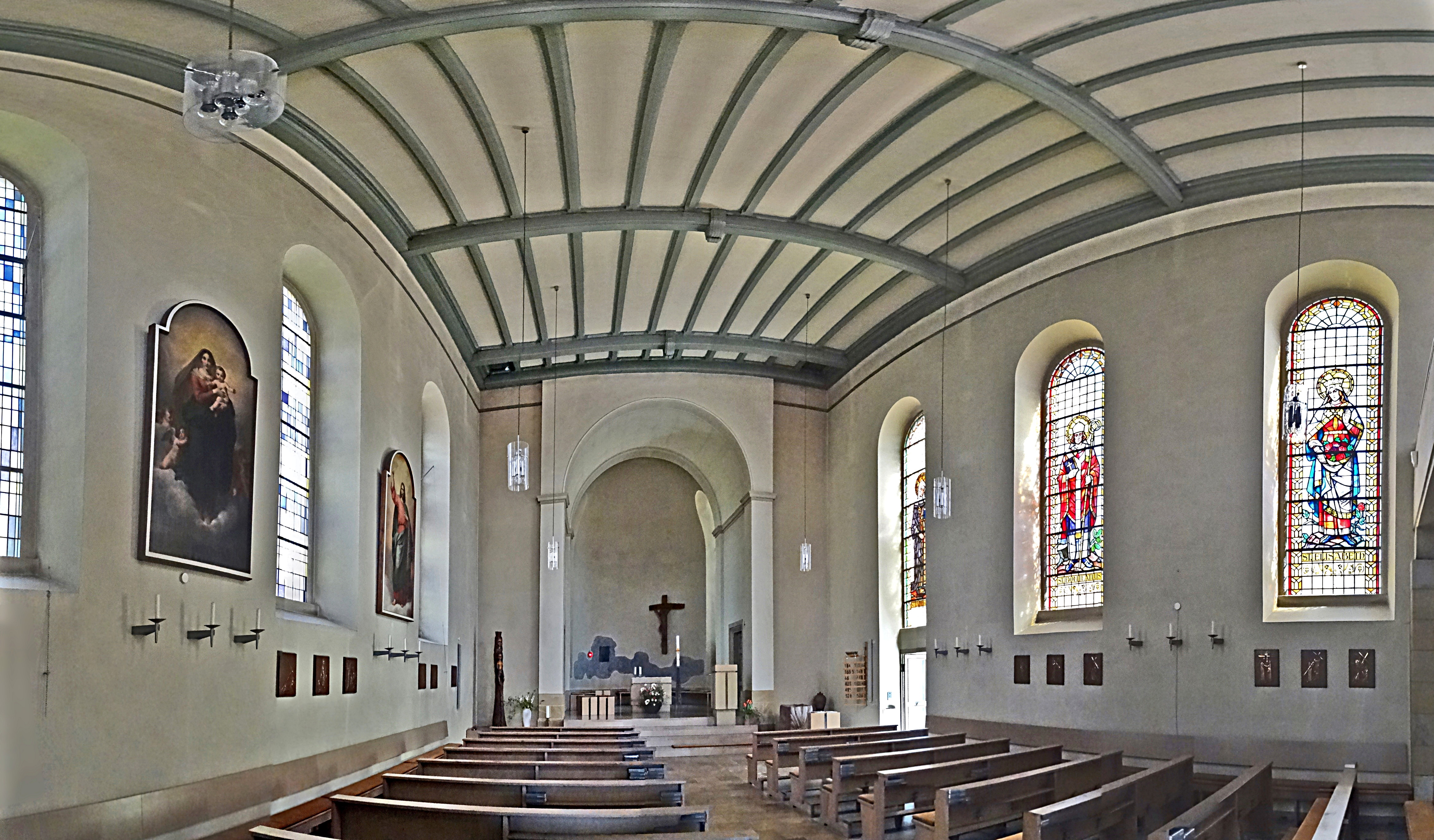
Innenansicht

Die römisch-katholische Pfarrkirche St. Bonifatius steht in Gotha im thüringischen Landkreis Gotha. Sie ist die Pfarrkirche der Pfarrei St. Bonifatius Gotha im Dekanat Meiningen des Bistums Erfurt. Sie trägt das Patrozinium des heiligen Bonifatius.

## Geschichte
Für die katholische Gemeinde der Stadt Gotha gab es bis zur Mitte des 19. Jahrhunderts kein eigenes Gotteshaus. 1780 wurde in Gotha die erste Hl. Messe nach der Reformation zelebriert, nach Genehmigung durch Herzog Ernst II. in einer Privatwohnung. Dieser Zustand dauerte bis 1847, als erlaubt wurde, die evangelische Kirche „Zum Heiligen Geist“ des Zucht- und Waisenhauses (heute ein geschütztes Kulturdenkmal der Stadt Gotha) zwischen der Erfurter und der Mönchelsstraße mitzubenutzen. Im Jahre 1855 wurde es möglich, nach einer Spendenaktion des damaligen Pfarrers Ludwig Liebherr, die Hälfte des Gartens des „Musicus Gaßner“ für 1500 Reichsthaler zu kaufen. Nun konnte der Bau einer eigenen Kirche begonnen werden. Planung und Bauleitung oblagen dem herzoglichen Baurat Gustav Eberhard, Erbauer verschiedener bedeutender Gebäude in Gotha und Umgebung. Aus dieser Zeit ist nur das Foto eines Entwurfsmodells erhalten, aus dem ersichtlich ist, dass der spätere Bau erheblich vom Entwurf abwich. Gebaut wurde ein neoromanischer Kirchenbau aus Seeberger Sandstein mit Satteldach, Querhaus und einer Chorapsis. Der Bau erfolgte als Natursteinmauerwerk auf rechteckigem Grundriss. Aus städtebaulichen Gründen wurde die Kirche nicht geostet, sondern genordet, das Eingangsportal befindet sich im Süden im hochaufragenden Schmuckgiebel, der zur Stadtmitte gerichtet ist.
Sie ist die erste nach der Reformation in Thüringen erbaute katholische Kirche.

## Beschreibung
Der Innenraum der Kirche ist durch eklektizistische Stilelemente geprägt, bietet also verschiedene Stilrichtungen, ganz nach dem Geschmack des Jahrhunderts. Der bekannte Gothaer Maler Paul Emil Jacobs schuf drei lebensgroße Gemälde auf Leinwand, „Madonna“, „Welterlöser“ und „Auferstehung des Lazarus“, wovon letzteres über dem Südeingang hing und nach einem Diebstahl im Jahre 1980 spurlos verschwunden ist. Mit weiteren auf Leinwand gemalten Kreuzwegstationen, dekorativen Malereien und plastischen Dekorationen war die Kirche bis 1927 ausgeschmückt.
Nach 1927 wurde der Schmuck Zug um Zug entfernt; am Ende blieben nur die festen Bauteile erhalten, alles Schmückende und Gestaltende wurde entfernt.
1932 wurde der Altar durch einen neuen ersetzt, der von Georg Saumweber aus Günzburg geschaffen wurde. Auch die ursprüngliche Kanzel wurde durch eine kleinere, tiefer gestellte ersetzt.
Nach einer Umgestaltung im Jahre 1949 (Entfernung und Zumauern der Chor-Rundfenster, Herausbrechen der hohen Fenster beidseitig der Apsis, Ersatz der Ausmalung durch einen durchgängig einfarbigen Anstrich, Ersatz des Kirchengestühls durch einfache Kirchenbänke) erfolgte im Jahre 1956 eine erneute Umgestaltung durch Einbau einer neuen Empore, den Einbau des östlichen Nebeneingangs und die Umgestaltung des Südportals (Türen, Windfang, Vordach).
1961/62 bekam die Kirche einen neuen Fußbodenbelag. In der Folge führten verschiedene Umgestaltungsmaßnahmen dazu, dass am Ende so gut wie die ganze Einrichtung aus der Anfangszeit der Kirche verschwunden war. Beidseitig des Chorraums wurden kleine Seitenaltäre aufgestellt, ein neuer Kreuzweg aus Kupferblech kam noch hinzu. Die Kirche bekam eine aufwändige Decken-Gas-Strahl-Heizung.
1972 wurden Hochaltar, Altarstufen und Kommunionbank entfernt und ein neuer einfacher Holzaltar in der Chormitte aufgestellt, eine Forderung des II. Vatikanums. Der Chor erhielt ein neues Gestühl, und für den Tabernakel gab es an der Chorrückseite ein neues Gestell.
1974 stand die nächste Renovierung auf der Tagesordnung: Die Gas-Strahl-Heizung wurde wieder entfernt, die kaum noch funktionierende Orgel ausgebaut und durch eine elektronische DDR-Orgel ersetzt, die bis 1990 leidlich funktionierte. Der Innenraum wurde erneut, diesmal altweiß, angestrichen, die Seitenwände und das Tonnengewölbe des Chors und die Deckenbalken in kardinalrot.
1984 wurde das Kircheninnere von Werner Schubert-Deister (damals aus Friedrichroda) umgestaltet. U.a. wurde am Seiteneingang ein neuer Taufstein aus Löbauer Granit errichtet, daneben ein neuer Osterleuchter.
Wegen beanstandeter Akustikmängeln wurde 1991 eine neue Beschallungsanlage eingebaut (zwei Lautsprecher, eine Funkanlage und ein drahtloses Mikrofon).
Eine neue Sitzbankheizung erhielt die Kirche im Jahre 1992.
1998 zeigten sich Mängel in der Dacheindeckung wegen der nach 1945 aufgebrachten „Friedrichsziegel“ aus Bauruinen und Abbruchobjekten. 1999 wurde in nur drei Wochen das Dach neu eingedeckt. Die Kosten von 76.000 DM wurden von der Pfarrgemeinde (26.000), dem Bischöflichen Ordinariat (25.000) und vom Thüringer Landesamt für Denkmalpflege (25.000) aufgebracht.
Von 2004 bis 2005 erfuhr das Äußere des Gebäudes eine Sanierung, die heute das schöne Gemäuer in bestem Aussehen erscheinen lässt.

## Orgel

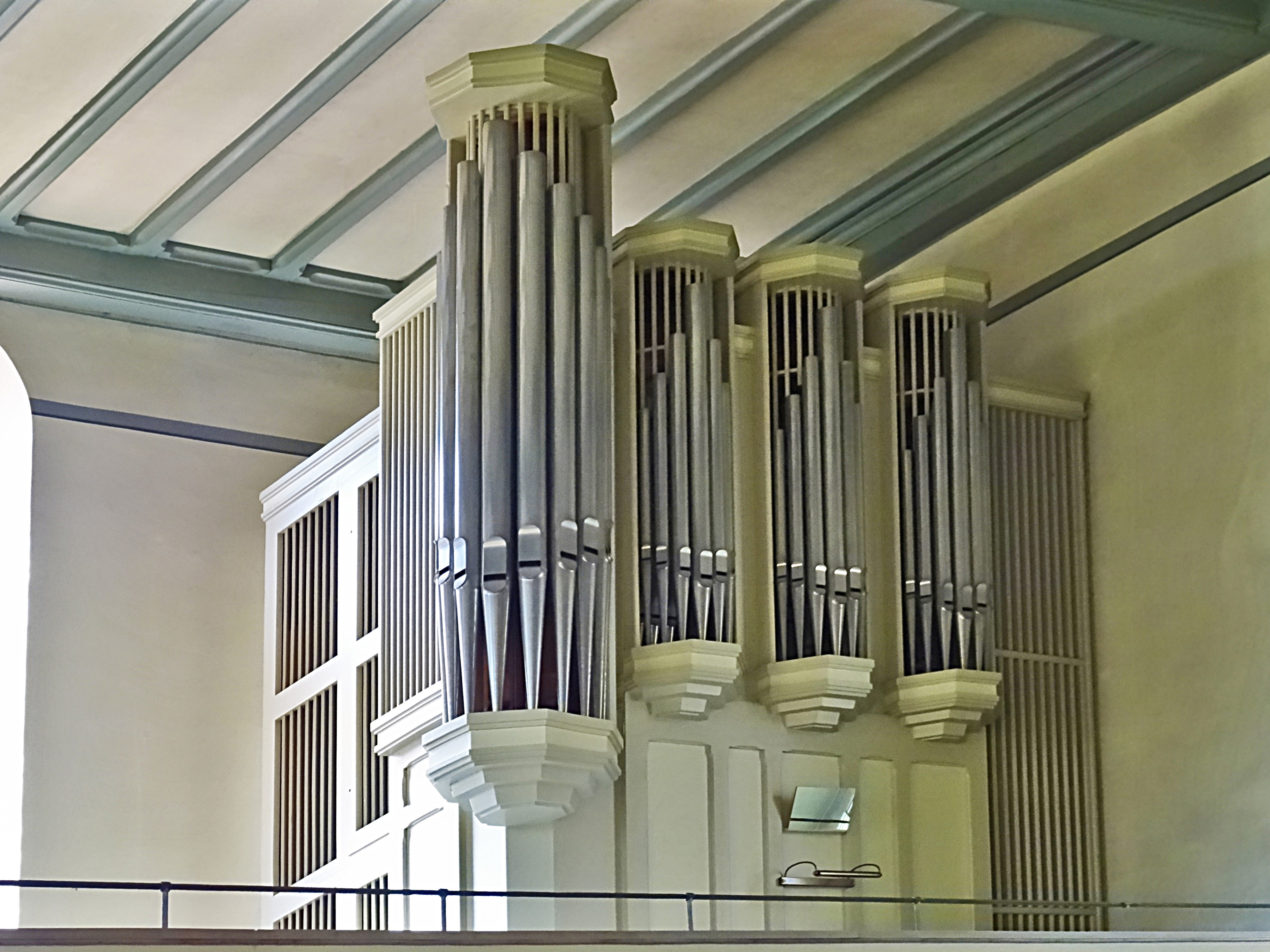
Schuke-Orgel

Schon Ende 1978 war der Einbau einer neuen Orgel beschlossen worden, was zu einem Vertrag mit der Potsdamer Firma Schuke führte. Der Bau, für 1986 geplant, verzögerte sich bis 1989, die Orgel sollte 1990 mit einer zehnprozentigen Kostenerhöhung aufgestellt werden, was den finanziellen Rahmen sprengte. Der Kirchenvorstand beschloss nun den Bau einer 100.000 DDR-Mark-Orgel, deren Prospekt bei der PGH „Gustav Freytag“ in Siebleben zur Ausführung kam. Die letzte Phase des Orgelbaus fiel in die Zeit der Währungsunion im Juni/Juli 1990. Die Kosten beliefen sich auf insgesamt 165.000 DM, die durch Kollekten und Spenden (140.000 Mark) und diverse Zuschüsse aufgebracht wurden. Am 16. September 1990 konnte die Orgel endlich geweiht werden und erfüllt seitdem ihre Aufgabe ohne Beanstandungen. Sie verfügt über 20 Register auf zwei Manualen und Pedal.